# Hospital Universitari Ramón y Cajal
L'Hospital Universitari Ramón y Cajal és un hospital públic localitzat al madrileny barri de Valverde. És part de la xarxa d'hospitals del Servei Madrileny de Salut (SERMAS).
És un dels centres associats amb la Universitat de Alcalá (UAH) pel propòsit de pràctiques clíniques.

## Història
Anomenat en referència a Santiago Ramón y Cajal, va ser inaugurat el 18 d'octubre de 1977, i va rebre el sobrenom de (el) piramidón. Va ser criticat llavors a causa de la seva ubicació, cost i dimensions.
Va desenvolupar el primer servei a Espanya per a cardiologia pediàtrica (1977) i la primera unitat de rehabilitació cardiaca (1979). A més dels seus serveis assistencials i d'hospital universitari, és destacat per la seva capacitat recercadora (el primer hospital a la regió en producció de recerca científica), particularment en els àmbits de la microbiologia clínica i malalties contagioses. El 2017 tenia 901 llits.